# Anthypna
Anthypna es un género de escarabajos de la familia Glaphyridae. Las especies que corresponden a este género son:
- Anthypna abdominalis
- Anthypna ciliata
- Anthypna meles